# ناشط الصحة المجتمعية المعتمد
ناشط الصحة المجتمعية المعتمد

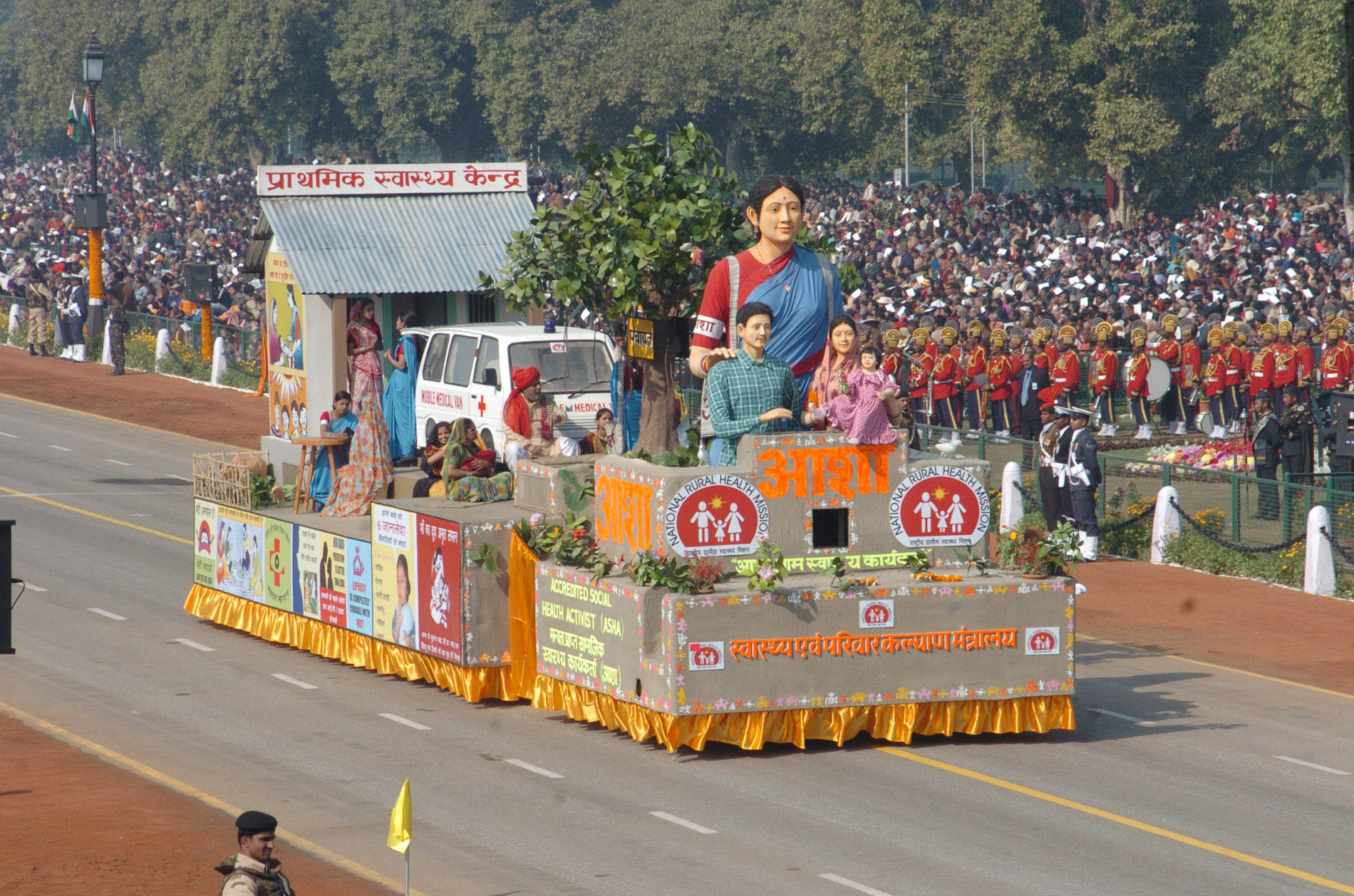
أستعرض

(بالانجليزية: Accredited social health activist) هي موظف الصحة المجتمعية تم إنشاؤها بواسطة حكومة وزارة الصحة ورعاية الأسرة الهندية تعتبر كجزء من بعثة الصحة الريفية الوطنية. بدأت البعثة في عام 2005; الإنجاز الشامل لمشروع «المنظمات الناشطة في مجال الصحة المجتمعية» تم تحقيقه عام 2012. وبمجرد تحقيق الأهداف المنشودة بالكامل، كان هناك «ناشط للصحة المجتمعية معتمد في كل قرية» في الهند، الهدف تُرجم على أرض الواقع إلى 250.000 ناشط للصحة المجتمعية في عشر ولايات. إجمالي عدد المنظمات الناشطة للصحة المجتمعية في الهند بأعدادها المهيبة أُحصيت في شهر تموز لعام 2013 ليكون العدد 870.089 منظمة ناشطة. يوجد 859.331 ناشطة صحية اجتماعية في 32 ولاية وإقليم اتحادي حسب البيانات المقدمة من الولايات في كانون الأول لعام 2014. المعلومات المقدمة تستثني بيانات من عدة ولايات وهي: ولاية هيماجل برديش، ولاية غوا، ولاية بودوتشيري، وولاية شانديغار، منذ اختيار «ناشطة الصحة الاجتماعية المعتمدة قيد التنفيذ في هذه الولايات».

## الأدوار والمسؤوليات
تقوم هذه المنظمات الناشطة بتدريب المرأة الهندية للمبادرة في مجال التثقيف الصحي. وزارة الصحة ورعاية الأسرة الهندية وصفت النساء العاملات في المنظمة بأنهن: 
ناشطات صحيات في مجتمعاتهن اللاتي سوف ينشأن الوعي الصحي ومحدداته الاجتماعية ويحركن مجتمعهن نحو التخطيط الصحي المحلي، والتوجه نحو زيادة الاستخدام الأمثل والمسؤول للمرافق الصحية المتوافرة والانتفاع بها.
تضمنت مهام المساهمات في المنظمة على عدة أعمال منها: تشجيع الأمهات ليلدن في المستشفيات، إحضار الأطفال إلى عيادات المناعة المتخصصة، تشجيع تنظيم الأسرة (مثل العمليات التي تؤدي لإيقاف النسل)، علاج الحالات المرضية الشائعة وعلاج الجروح من خلال إجراء الإسعافات الأولية، حفظ خرائط التركيبة السكانية، وتحسين الصرف الصحي في القرية. تعد منظومات الصحة المجتعية أيضاً بمثابة مفتاح للتواصل بين نظام الرعاية الصحية والمجتمعات الريفية.
بالإضافة للمهام السابقة، تعمل المرأة الناشطة في مجال الصحة المجتمعية على حمل مستودعات (صناديق) تحتوي على علاجات ومستلزمات الصحة الأساسية، وتقوم بتزريعها وجعلها متوافرة في كافة المساكن، مثل علاجات الجفاف التي تعطى عن طريق الفم، أقراص الحديد وحمض الفوليك، كلوروكين، الأدوات والمعدات التي تستخدم مرة واحدة (مثل: قفازات وكمامات)، حبوب منع الحمل والواقي الذكري، إلخ.

## اختيار العاملين
طاقم عمل المنظمة يجب أن يتضمن في المقام الأول الإناث اللاتي يقمن في القرية التي تم اختيارها للخدمة فيها، ومن المحتمل أن يبقين في القرية في المستقبل المنظور. المتزوجات، الأرامل، والمطلقات منهن، يفضل تعيينهن على الإناث اللواتي لم يتزوجن بعد، وذلك لأن معايير الثقافة الهندية تملي على المرأة أن تغادر قريتها عند الزواج وتهاجر إلى قرية زوجها. وتفضل المنظمة تعيين عاملين مأهلين حتى الصف العاشر، ويفضل أن تكون أعمارهم ما بين 25 و 45 عاماً، ويتم انتقائهم أيضاً على أن يكونوا خاضعين لمسؤولية قرية غرام بانشيات (الحكومة المحلية). إذا لم يكن هناك أشخاص مرشحين للعمل ضمن الكفاءات والشروط المطلوبة، فقد تضطر المنظمة إلى تخفيف بعض معايير انتقاء العاملين.

## المكافئات والتعويضات
بالرغم أن المنظمات الناشطة في مجال الصحة المجتمعية تعتبر تطوعية غير ربحية، إلا أن المنظمة تتلقى مكافئات مقابل تحقيق نتائج ناجعة وانجازات فذة، وتعويضاً مالياً عن أيام التدريب. على سبيل المثال، إذا عملت إحد المنظمات في مجال الصحة الاجتماعية بمساعدة الأمهات على الولادة في مؤسسات الرعاية الصحية، فإنها تحصل على 600₹ (₹: روبية هندية) (8.40$) لكل حالة ولادة، والأم تحصل على 1400₹ (20$)، تحصل المنظمة أيضاً على 150₹ (2.10$) لكل طفل يكمل دورة منعقدة لتقوية المناعة (التطعيم)، و 150₹ (2.10$) لكل فرد يخضع لتنظيم الأسرة. ناشطة الصحة المجتمعية المعتمدة من المتوقع أن تحضر اجتماع الأربعاء في مركز الصحة الأولية المحلي; إلى جانب الأعمال والمتطلبات التي تقوم بها المنظمة، فإن الوقت الذي تقضيه في متابعة أعمال موظفيها يعد مرناً نسبياً.